# Ilan Averbuch
Pour les articles homonymes, voir Averbuch.
Ilan Averbuch, né en 1953 à Tel Aviv, est un sculpteur israélien.

## Biographie
Né en 1953 à Tel Aviv, Ilan Averbuch étudie à la Wimbledon Art School de Londres, à la School of Visual Arts de New York et au Hunter College.